# Гіппіус Зінаїда Миколаївна
Зінаїда Миколаївна Гіппіус (нар. 8 (20) листопада 1869 — пом. 9 вересня 1945) — російська письменниця, критик. Дружина російського письменника і поета Дмитра Мережковського.

## Життєпис та творчість
У 1888 році опублікувала перші вірші в «Північному віснику», довкола якого групувалися петербурзькі символісти «старшого» покоління. У 1903—1904 роках разом з Мережковським і Д. В. Філософовим видавала літературний журнал «Нова дорога».
У віршах Гіппіус проповідь плотської любові поєднується з мотивами упокорювання, страхом смерті й тлінності. Головною цінністю для Гіппіус залишається по-ніцшеанськи власна особа, що розуміється («Люблю я себе, як бога»). Авторка кількох збірок розповідей, романів: «Чортова лялька» (1911), «Роман-царевич» (1913) та ін., п'єс: «Маків колір» (1908, разом з Д. Мережковським і Д. Філософовим) і «Зелене кільце» (1916), мемуарів «Живі особи» (1925). Як критикеса, під чоловічим псевдонімом Антон Крайній, Гіппіус виступила із захистом символізму («Літературний щоденник», 1908)
Після революції 1905 року суспільні питання починають займати все більше місця в її розповідях. У 1908 році публікує збірки розповідей «Чорне по білому», в 1911 — «Чортова лялька», в 1912 — «Місячні мурашки» та ін. Виступає і як критикеса, опублікувавши «Літературний щоденник» — збірку критичних статей (під псевдонімом Антон Крайній). Жовтневий переворот Гіппіус зустріла вкрай вороже, в 1920 році вона разом з Д. Мережковським емігрувала до Франції. У еміграції виступала в статтях і віршах з різкими нападками на радянських керівників. У 1939 році в Парижі вийшла книга віршів «Сяяння». Два томи спогадів «Живі особи» були видані в Празі в 1925 році.

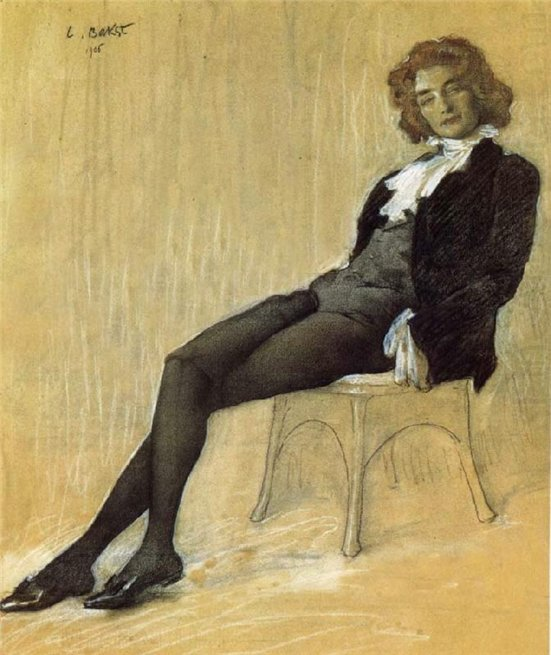
Зінаїда Гіппіус в чоловічому вбранні. Худ. Леон Бакст, 1906

У 1899—1901 роках зближується з гуртком С. П. Дягілєва, органом якого стає журнал «Світ мистецтва». У цьому ж році публікує перші літературно-критичні статті. Свої твори часто підписує різними, але неодмінно чоловічими псевдонімами — Антон Крайній, Лев Пущин, Товариш Герман, Роман Аренський, Антон Кирша, Никіта Вечер, Святий Вітовт.
У жовтні 1899 році в Мережковських виникає ідея оновлення (як їм здавалося) багато в чому «історичного» християнства, що себе вичерпало; для здійснення задуманого, необхідне було створення «нової церкви». Прагнення почути живий «голос церкви» і спроба залучити представників офіційного кліру до ідеї їх «нової релігійної свідомості» підштовхнули Р. до задуму організації релігійно-філософських зборів. 1900-17 були роками найпліднішої літературно-публіцистичної й практичної діяльності Р. в ім'я втілення ідеї Третього Заповіту, прийдешньої теократії Боголюдської, в ім'я «Найголовнішого».
З'єднання християнської і язичницької святості для досягнення останньої уселенської релігії було заповітною мрією Мережковських. Два перші, багато в чому наслідувальні, «напівдитячі» вірші Р. із підписом «3. Г.», ще до її одруження і не без допомоги Мережковського, були надруковані в «Північному віснику» (1888. № 12), довкола якого групувалися петербурзькі символісти «старшого» покоління. Ранні вірші Р. зображали загальну ситуацію песимізму і меланхолії 1880-х. Перший романтично-наслідувальний етап творчості Р. 1889-92 років збігся з часом становлення раннього російського символізму і став для Р. періодом пошуків власного літературного обличчя. У журналі «Північний вісник», «Вісник Європи», «Російська думка» та інших вона друкує розповіді, романи («Без талісмана», «Переможці», «Дрібні хвилі» і ін.) і рідше — вірші.
Першою помітною публікацією в прозі стало її невелике оповідання «Просте життя», що з'явилось у «Віснику Європи» в 1890 році (№ 4) з невеликими купюрами та під зміненою редактором назвою «Злощасна». Якщо вірші Гіппіус писала ніби інтимно і «для себе», і творила їх, за її словами, немов молитву, то в прозі вона свідомо орієнтувалася на загальний естетичний смак. У цьому виявилася характерна для Гіппіус яскрава подвійність, амбівалентність її особи. З одного боку — загострений індивідуалізм, майже екзистенціальне відчуття самоти й залишеності в дисгармонійному й безбожному світі, а з іншого — жадання метафізичного єднання, тяжіння до духовно близьких людей, до пронизаного святістю простого народу, до релігійної соборності. Тому ті, хто цінував у творчості Р. лише її естетичний початок (М. Кузмін, Е. Лундберг, Б. Глінський та ін.), визнавали лише її вірші, оголошуючи її прозу схематичною, химерною і фальшивою. Ті ж, хто бачив і цінував у творчості Гіппіус глибокий внутрішній імпульс, визнавали й за її прозою гідність і значність. Перші збірки розповідей Гіппіус «Нові люди» (1896; 1907) і «Дзеркала» (1898), що принесли їй літературну популярність, показували людей типу символіста.
Проте розкутий максималізм «нових людей», що ставлять перед собою завдання пошуку «нової краси» і духовного перетворення людини, викликав роздратування і різке неприйняття з боку ліберально-народницької критики. Наприклад, М. К. Михайловський, дивуючись з приводу «нових людей» Р., характеризує її творчість як явно «гарячкове марення або монолог хворого». Третя книга розповідей" (1902) Р. викликала найбільший резонанс в критиці. Говорили про її «хворобливе дивацтво» (Літ. вісник. 1902. Кн. 6. С. 142), «містичний туман» (Науч. огляд. 1902. № 6. С. 244), «головний містицизм» (Російська думка. 1902. № 7. С. 220—221). Основна ідея книги — розкриття концепції метафізики любові на тлі духовних сутінків людей («Сутінки духу», 1899), ще не здатних її усвідомити. Наступна книга розповідей «Яскраво-червоний меч» (1906) освітлює метафізику вже у світлі неохристиянської тематики.
Остання збірка оповідань «Місячні мурашки» (1912) оповідає про фундаментальні філософські засади буття і релігії («Він — білий», «Земля і Бог», «Вони схожі»), Цей збірник, на думку Р., увібрав в себе найкращі розповіді з тих, які вона написала. Найкоштовніша частина художньої спадщини представлена її шістьма віршованими збірками: «Збори віршів 1889—1903 рр.»
Померла в Парижі 9 вересня 1945 року. Похована поряд з чоловіком на цвинтарі Сент-Женев'єв-де-Буа.

## Особисте життя
Про можливу бісексуальність Гіппіус згадував Ігор Кон; зокрема, наприкінці 1890-х — на початку 1900-х років вона мала роман з англійською баронесою Єлизаветою фон Овербек, яка співпрацювала з Мережковським як композитор, написавши музику до перекладених ним трагедій Евріпіда та Софокла. Гіппіус присвятила кілька віршів баронесі, відкрито зізнавалася у своїй закоханості й перебувала з подругою у відносинах, які «сучасники називали і суто діловими, і відверто любовними». Багато хто відзначав при цьому, що захоплення Гіппіус зовсім не обов'язково мали на увазі фізичну близькість; навпаки (як зазначав В. Вульф), навіть в Акимі Волинському «її полонило те, що він, подібно до неї, збирався зберегти свою 'тілесну чистоту'».

## Галерея

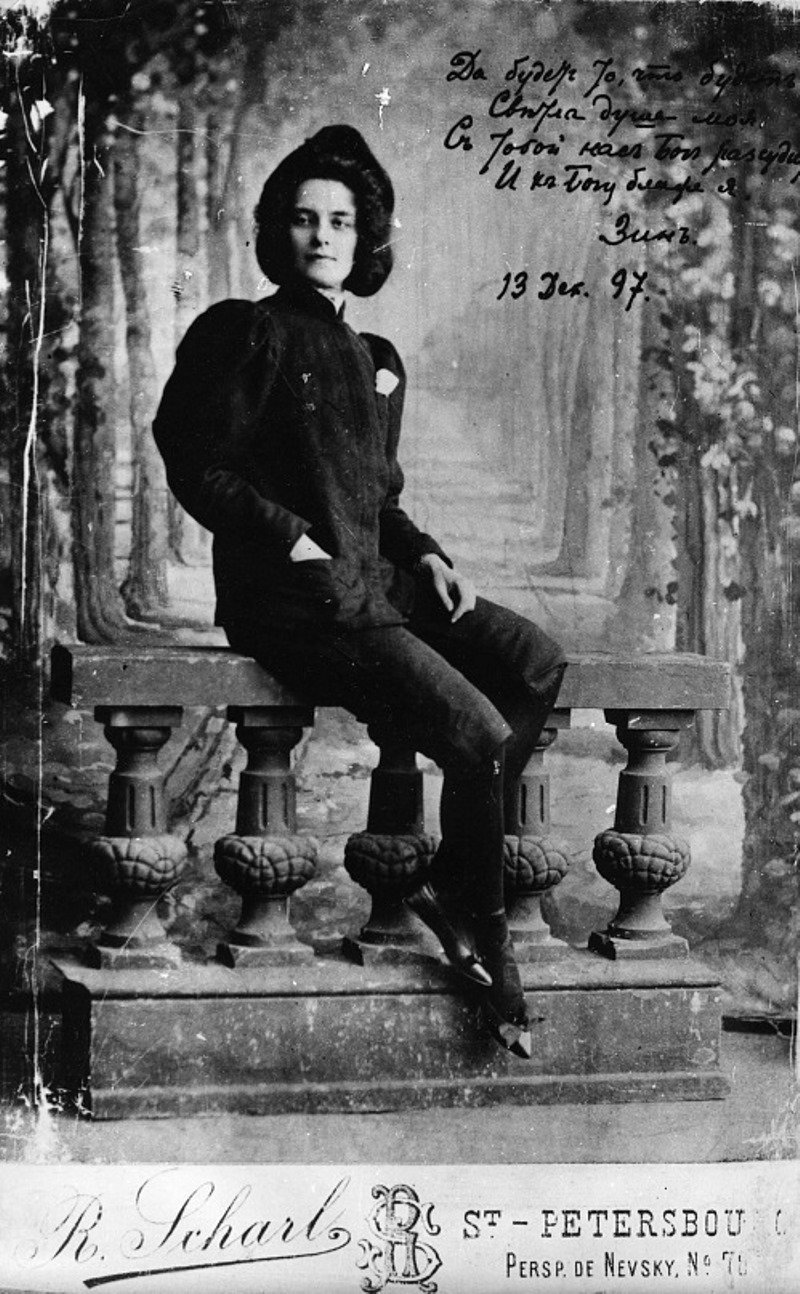
1897 рік
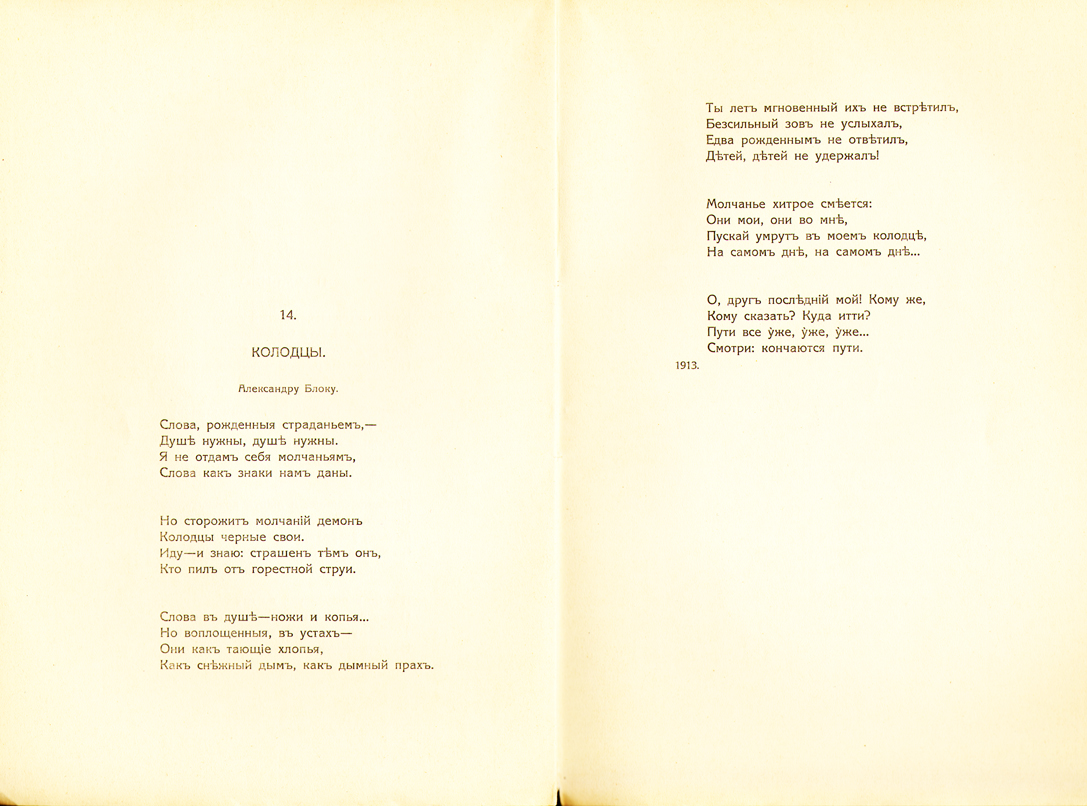
Поема Зінаїди Гіппіус присвячена Олександру Блоку
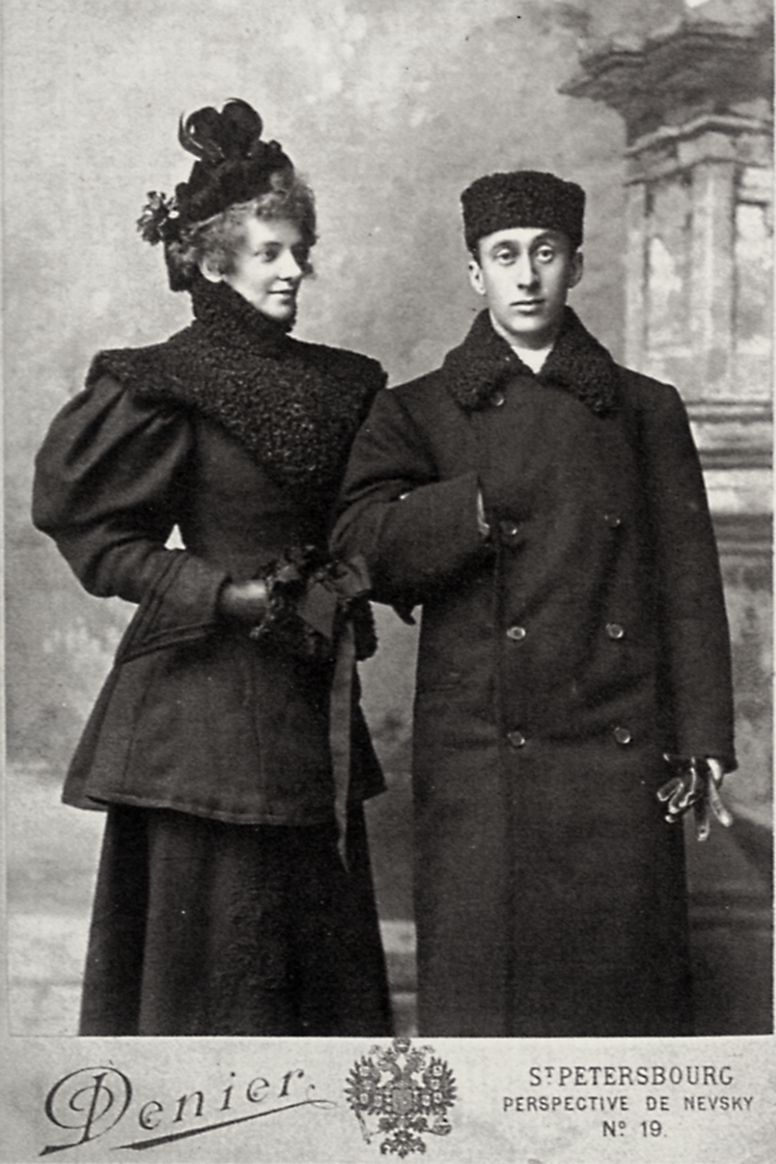
Зінаїда Гіппіус у супроводі історика мистецтва та балетного критика А. Волинського
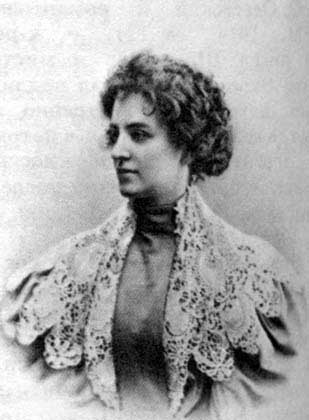
На початку 1910-х
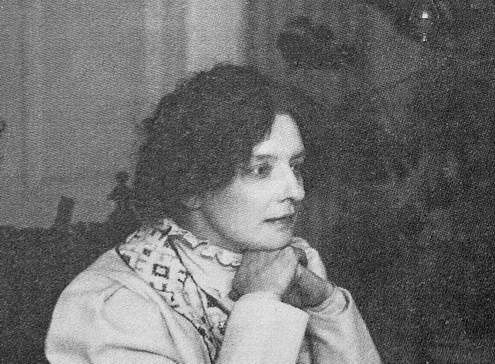
Поетеса Зінаїда Гіппіус вдома, за столом
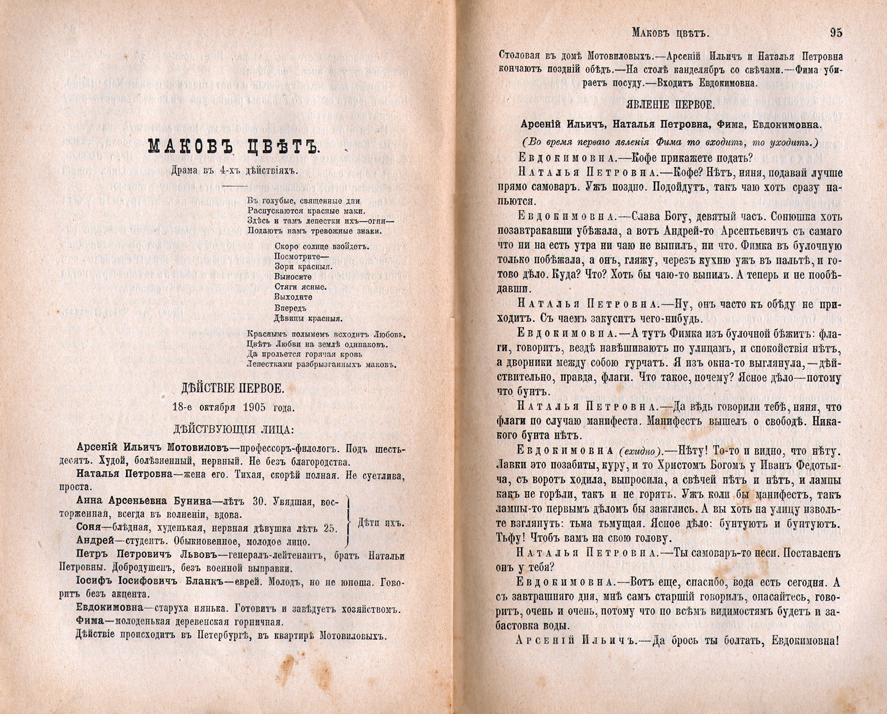
Перші сторінки п'єси «Маків колір» (1908, разом з Д. Мережковським і Д. Філософовим)
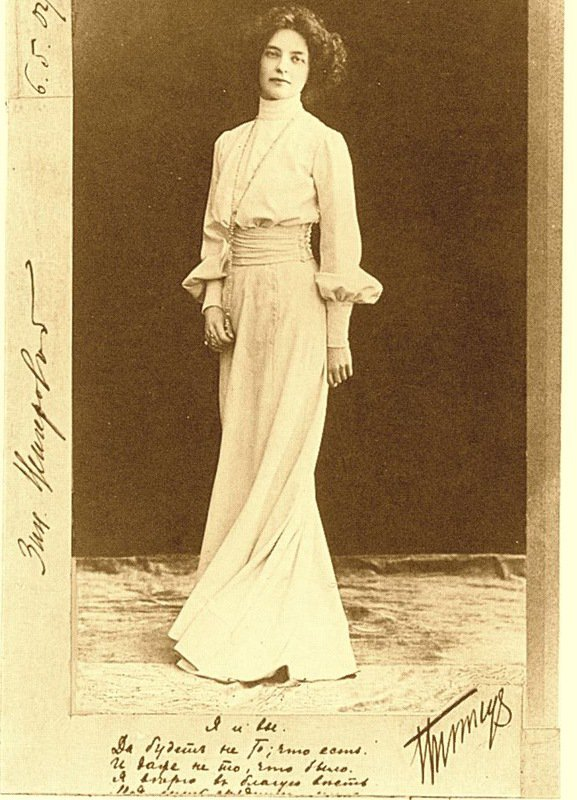
У 1910-х
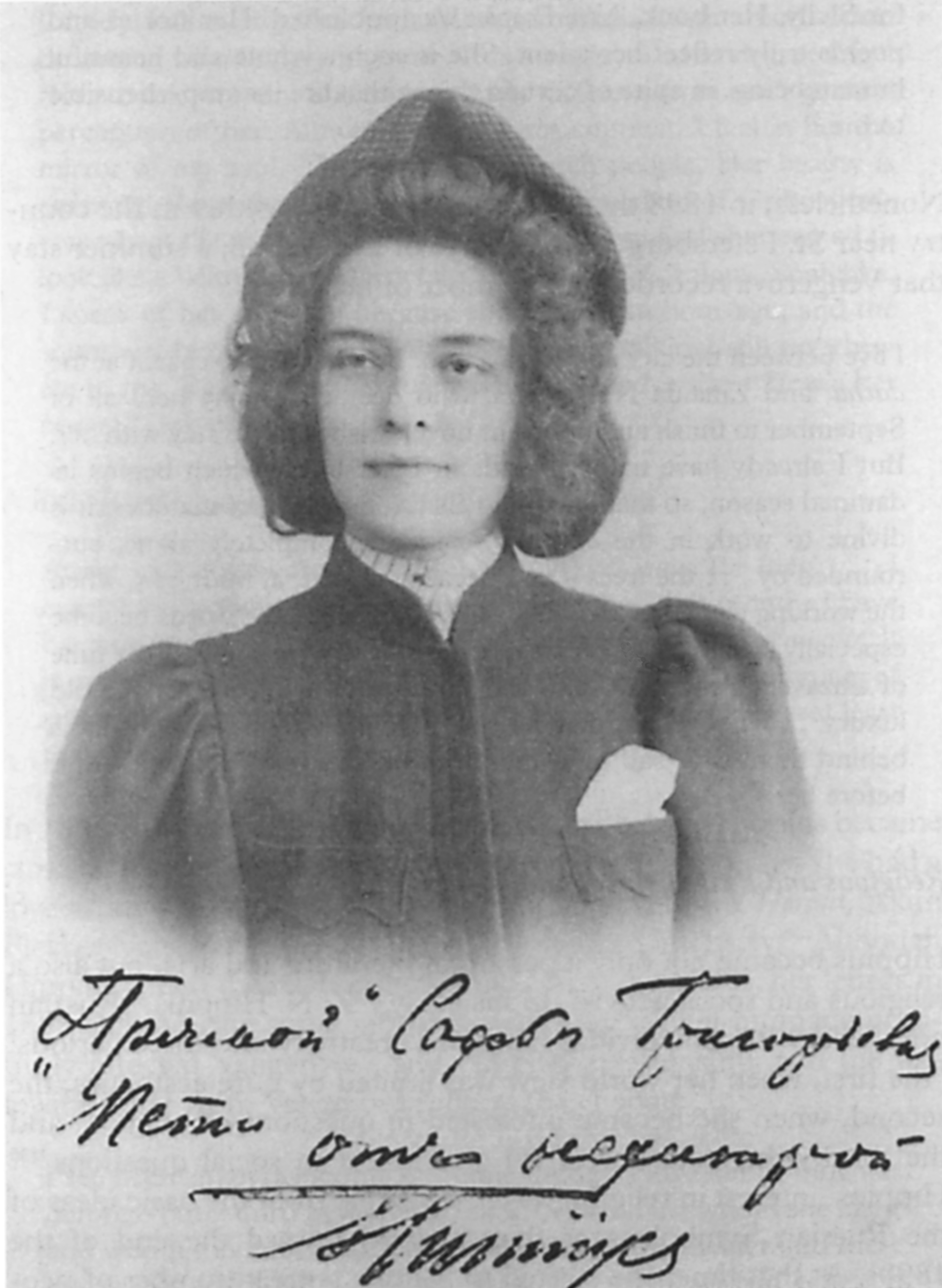
Близько 1900 року
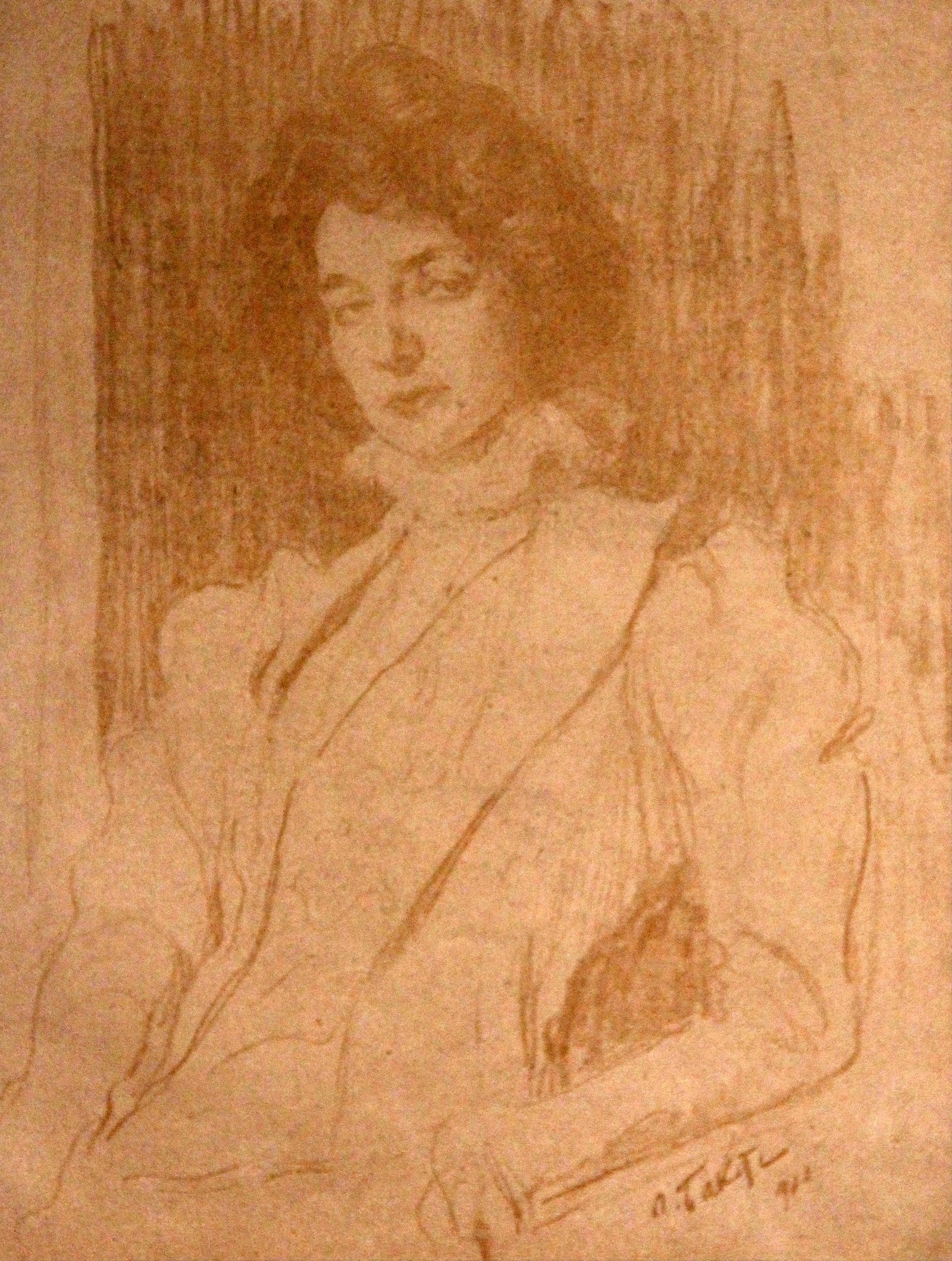
Бакст Лев. Портрет Зінаїди Гіппіус. 1910 Папір, автолітографія. Національний художній музей Республіки Білорусь
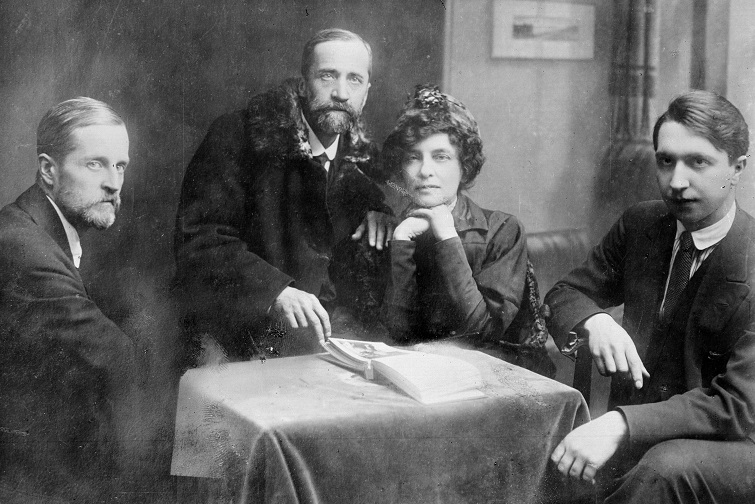
Д. В. Філософов, Д. С. Мережковський, З. М. Гіппіус, В. А. Злобін. Кінець 1919 — початок 1920 року